# Modrycz
Modrycz – wieś na Ukrainie w rejonie drohobyckim należącym do obwodu lwowskiego.
Wieś położona na przełomie XVI i XVII wieku w powiecie drohobyckim ziemi przemyskiej województwa ruskiego, w drugiej połowie XVII wieku należała do starostwa drohobyckiego. W 1565 roku istniał tu trzan solny należący do żupy solnej drohobyckiej.
We wsi urodził się ks. August Nahlik (1812–1878), powstaniec 1846 roku, starszy brat burmistrza Żółkwi Juliusza Nahlika (ok. 1817–1881).